# Camarhynchus heliobates
El pinzón de Darwin manglero, pinzón de Darwin de los mangles, pinzón de manglar o pinzón manglero (Camarhynchus heliobates) es una especie de ave paseriforme de la familia Thraupidae perteneciente al género Camarhynchus. Es endémico de las islas Galápagos en Ecuador. Pertenece al grupo denominado pinzones de Darwin. Está en la Lista Roja de la UICN catalogada como especie en peligro crítico de extinción.

## Distribución y hábitat
Se encontraba en las islas de Fernandina e Isabela, pero los censos recientes no han podido detectar la especie en Fernandina, en la actualidad se encuentra restringido en dos poblaciones separadas en los manglares de la costa occidental de Isabela.
Como su nombre lo indica, el pinzón de Darwin manglero vive en los enmarañados densos y altos de los manglares de las islas Galápagos.

## Estado de conservación
El pinzón de Darwin manglero ha sido calificado como críticamente amenazado de extinción por la Unión Internacional para la Conservación de la Naturaleza (IUCN) debido a que posee una zona de distribución extremadamente pequeña y severamente fragmentada y su población total, dividida en apenas dos sub-poblaciones viables, estimada entre 40 y 80 individuos maduros, se presume estar en decadencia.

### Amenazas
Las principales amenazas son los depredadores introducidos: los gatos, las hormigas de fuego, las avispas, y especialmente destructivas son las ratas negras y las moscas parásitas Philornis downsi. Las ratas negras (Rattus rattus) son las responsables por el 54% de la mortalidad de pinzones de manglar durante la época de incubación, mientras que las larvas de las moscas parásitas (Philornis downsi) añaden un 14% más a la tasa de mortalidad de los polluelos recién eclosionados. Debido a la alta tasa de depredación en 2007 y 2008, se realizaron campañas de dispersión de veneno para ratas en los manglares donde vivían los pinzones, y la tasa de mortalidad debida a las ratas descendió al 30%. Un año antes de la campaña se había producido depredación en el 70% de los nidos y el éxito reproductivo fue del 18%.
Un estudio ha demostrado que las dos pequeñas poblaciones restantes de la isla Isabela han de divergir genéticamente iniciando el proceso de especialización, lo que podría conducir a que una o ambas poblaciones con el tiempo se extinguirán debido a la falta de mestizaje. 

## Alimentación
Se alimenta de los diversos insectos, larvas, arañas y material vegetal que se encuentra en los manglares. Se parece al más abundante pinzón de Darwin carpintero Camarhynchus pallidus, pero es incapaz de usar herramientas como él.

## Sistemática

### Descripción original
La especie C. heliobates fue descrita por primera vez por los zoólogos estadounidenses Robert Evans Snodgrass y Edmund Heller en 1901 bajo el nombre científico Geospiza heliobates; su localidad tipo es: «Tagus Cove, Albemarle (actual isla Isabela), Galápagos, Ecuador».

### Etimología
El nombre genérico masculino Camarhynchus se compone de las palabras del griego «kamara»: arco, cúpula, y «rhunkhos»: ‘pico’; y el nombre de la especie heliobates, se compone de las palabras griegas «hēlios»: sol, y «batēs»: ‘caminante’.

### Taxonomía
Un estudio filogenético de los pinzones de Darwin de Lamichhaney et al. (2015) que analizó 120 individuos representando todas las especies y dos parientes próximos reveló discrepancias con la taxonomía actual basada en fenotipos. Una de las conclusiones es que las especies del género Camarhynchus están embutidas dentro del género Geospiza. Una solución sería sinonimizar este género con Geospiza, solución ya adoptada por Aves del Mundo (HBW) y Birdlife International (BLI); en estas clasificaciones la presente especie pasa a denominarse Geospiza heliobates. Es monotípica.